# Велика Попина
Велика Попина је насељено мјесто у општини Грачац, југоисточна Лика, Република Хрватска.

## Географија
Велика Попина је удаљена 22 километра од Грачаца, 14 километара од Срба и 45 километара од манастира Крупа.

## Култура
У Великој Попини је сједиште истоимене парохије Српске православне цркве. Парохија Велика Попина припада Архијерејском намјесништву личком у саставу Епархије Горњокарловачке. У Великој Попини се налази Храм Српске православне цркве Светог пророка Илије саграђен 1876. године које је дјелимично страдао у Другом свјетском рату, а оштећен у посљедњем рату 1995. године.

## Историја
У насељу постоје остаци античког гробља и двије Градине, као и рушевина старог православног манастира (тзв. Манастирина) из 11. вијека. У Европи постоји још неколико Попина (у Србији код Трстеника, у Бугарској на Дунаву и у Албанији). Попина је у историји три пута пустјела и сва три пута око Илиндана. Дио данашњег српског становништва населио се прије, а дио послије турске окупације Лике.
Ту у "Попини" је крајем 18. века (1780) била српска православна парохија, са свештеником Милошем Личином.
Протјеран из Далмације, епископ далматински Симеон Кончаревић је једно вријеме живио у Попини, одакле је преко архимандрита управљао епархијом.
У Првом свјетском рату, на простору Велике Попине (и цијеле Тромеђе) био је јак покрет Зеленог кадра (бјегунаца из аустроугарске војске). Паралелно са тим, Попина је дала преко 120 солунских добровољаца.
Под утицајем КПЈ У Другом светском рату (1942. год) у насељу је дошло до подјеле бораца на партизански и четнички покрет, а непосредни повод била је диференцијација на бази укључења у борбу против италијанских окупационих снага (које су капитулирале већ 1943. године).
Велика Попина се од распада Југославије до августа 1995. године налазила у Републици Српској Крајини. Током операције Олуја многи Срби су прогнани из Велике Попине.

## Становништво
У попису становништва од 1857. до 1880. садржи дио података насеља Отрић. Садржи податке за бивша насеља Горњи Лабуси, Доњи Лабуси, Подљут и Српски Кланац. У 1880. дио података садржан је у насељу Отрић.
Према попису из 1991. године, насеље Велика Попина је имало 352 становника, међу којима је било 335 Срба, 1 Југословен и 16 осталих. Према попису становништва из 2001. године, Велика Попина је имала 53 становника, а по најновијем попису 2011. има 71 становника.
| Националност       | 1991. | 1981. | 1971. | 1961. |
| Срби               | 335   | 412   | 703   | 915   |
| Југословени        | 1     | 22    | 1     |       |
| Хрвати             |       |       |       | 6     |
| Македонци          |       |       | 1     |       |
| остали и непознато | 16    | 1     | 5     |       |
| Укупно             | 352   | 435   | 710   | 921   |

| Демографија | Демографија | Демографија |
| Година      | Становника  | Становника  |
| ----------- | ----------- | ----------- |
| 1910.       | 1.373       |             |
| 1921.       | 1.552       |             |
| 1931.       | 1.518       |             |
| 1948.       | 1.144       |             |
| 1953.       | 1.074       |             |
| 1961.       | 921         |             |
| 1971.       | 710         |             |
| 1981.       | 435         |             |
| 1991.       | 352         |             |
| 2001.       | 53          |             |
| 2011.       |             | 71          |

## Попис 1991.
На попису становништва 1991. године, насељено место Велика Попина је имало 352 становника, следећег националног састава:
| Попис 1991.‍ | Попис 1991.‍ | Попис 1991.‍ | Попис 1991.‍ | Попис 1991.‍ |
| ----------- | ----------- | ----------- | ----------- | ----------- |
|             |             |             |             |             |
| Срби        | Срби        |             | 335         | 95,17%      |
| Југословени | Југословени |             | 1           | 0,28%       |
| непознато   | непознато   |             | 16          | 4,54%       |
| укупно: 352 |             |             |             |             |

## Презимена
Презимена из Велике Попине:
- Стојсављевићи — Срби православци (Славе Аранђеловдан)
- Лабуси — Срби православци (Славе Никољдан)
- Новаковићи — Срби православци (Славе Аранђеловдан)
- Лукићи — Срби православци (Славе Аранђеловдан)
- Грубишићи и Јованићи — Срби православци (Славе Ђурђевдан)
- Шкундрићи — Срби православци (Славе Јовањдан)
- Бркљачи — Срби православци (Славе Јовањдан)
- Шепе — Срби православци (Славе Никољдан)

Некадашња презимена у Великој Попини:
- Зубер
- Миљевић
- Стојаковић
- Чекалиш
- Пекић
- Икић

## Знамените личности
- Софија Ћопић рођ. Новаковић, мајка књижевника Бранка Ћопића
- Лука Лабус Лукина, познати лички хајдук
- Никола Новаковић (1919—1994), атлетичар - дисциплина: бацање кугле. Био је првак Југославије 1938. год. у Љубљани (13,40 м) и 1939. год. у Београду (13,23 м). Био је првак Србије у бацању кугле 1942. год.
- Јован "Џон" Лукић бивши голман Лидса, Арсенала и младе репрезентације Енглеске
- др. Небојша Стојсављевић, неуролог
- Душан Стојсављевић, рођен 1989, одбојкаш ОК Црвена звезда
- Нена Стојсављевић, академски сликар, живи и ради у Београду
- Мика Стојсављевић, тенисерка (по оцу)
- Горан Шепа - Гале Кербер, рок музичар, певач и оснивач рок групе Кербер